# Ascobolus albidus
Ascobolus albidus är en svampart som beskrevs av P. Crouan & H. Crouan 1858. Ascobolus albidus ingår i släktet Ascobolus och familjen Ascobolaceae.  Arten är reproducerande i Sverige. Inga underarter finns listade i Catalogue of Life.